# Dolanjski Jarak
Dolanjski Jarak je vesnice v Chorvatsku v Záhřebské župě. Je součástí opčiny města Jastrebarsko, od něhož se nachází 6 km severozápadně. V roce 2011 zde žilo 32 obyvatel.
Jedinou sousední vesnicí je Miladini.